# Dolenje Sušice
Dolenje Sušice este o localitate din comuna Dolenjske Toplice, Slovenia, cu o populație de 132 de locuitori.